# Chiaki Minamiyama
Chiaki Minamiyama (født 16. oktober 1985) er en japansk fodboldspiller. Hun har tidligere spillet for Japans kvindefodboldlandshold.

## Japans fodboldlandshold
| Japans landshold | Japans landshold | Japans landshold |
| År               | Kmp              | Mål              |
| ---------------- | ---------------- | ---------------- |
| 2010             | 4                | 2                |
| Total            | 4                | 2                |